# Siem de Jong
Siem de Jong (født 28. januar 1989 i Aigle, Schweiz) er en hollandsk fodboldspiller , der spiller for Ajax. Han har tidligere spillet for blandt andet Newcastle og PSV Eindhoven.
De Jong var med til at sikre Ajax den hollandske pokaltitel i 2010. Han er storebror til en anden professionel fodboldspiller, Luuk de Jong.

## Landshold
De Jong står (pr. 19. november 2013) noteret for seks kampe og 2 mål for Hollands landshold, som han debuterede for den 11. august 2010 i en træningskamp mod Ukraine.

## Titler
Hollands pokalturnering
- 2010 med AFC Ajax